# آبشار کانتربری
آبشار کانت بوری (به انگلیسی: Canterbury Falls) آبشاری است که در همیلتون (انتاریو)، کانادا واقع شده و ارتفاع کلی ریزشگاه آن ۹ متر (۳۰ فوت) است.